# Мелник
Мелник (болг. Мелник) — город в Благоевградской области Болгарии. Входит в состав общины Сандански. Находится примерно в 10 км к востоку от центра города Сандански и примерно в 61 км к юго-востоку от центра города Благоевград. По данным переписи населения 2011 года, в городе  проживало 217 человек, преобладающая национальность — болгары. Мелник — самый маленький город в стране.

## История
Время основания Мелника неизвестно. Первое упоминание относится к XI веку. Своё название город получил по обрывистым меловым скалам.
В эпоху Османского ига греки в Мелнике получили преобладание над болгарами. Уроженцами города являются Анастасиос Полизоидис, юрист и известный участник греческой революции 1821 г., Анастасиос Христоманос, учёный-химик и преподаватель в университетах Вены, Москвы и Афин, четыре потомка А. Христоманиса также были профессорами химии Афинского университета.
В первых числах октября 1878 года в этих краях вспыхнуло Кресненско-Разложское восстание. Одним из отрядов болгарских повстанцев командовал донской сотник Адам Калмыков. Взять город повстанцам не удалось, но турецкий гарнизон Мелника был сильно деморализован. 17 октября 1878 года Калмыков сообщил в повстанческий штаб в городе Джумая: «Восстание день ото дня расширяется… Одна чета бьётся под Мельником в селе Демир-Хисар. Турки из Мельника и окольных сёл бегут на Петрич и Серес».
5 марта 1873 года Петр Сарафов, отец македонского героя Бориса Сарафова, основал в Мелнике первое болгарское училище. Оно располагалось в доме на священника-экзархиста Атанаса Павлова, его посещали дети как из самого Мелника, так и из окрестных сёл. Будучи оклеветан про-фанариотскими греками перед турецкими властями, Петр Сарафов, не успев завершить учебный год, был вынужден покинуть Мелник и вернуться в Либяхово.
12 июля 1895 года чета Бориса Сарафова, насчитывавшая приблизительно 70 повстанцев, атаковала город Мелник, где когда-то работал его отец. На некоторое время сарафовцы захватили Мелник и освободили узников городской тюрьмы. Это событие получило громкий отклик в европейской печати, а в македонскую историографию вошло как Мелничское восстание.
В начале XX века в городе проживало 5 тыс. человек, в основном это были греки. Греческое население было вынуждено покинуть город после Межсоюзнической войны 1913 года, перейти границу и поселиться в близлежащих городах Сидирокастрон и Сере.
После этого город стал центром общины в составе Мелникской околии Струмицкого округа Болгарии. В 1920 году в городе (вошедшем с околией в состав округа Петрич) было 180 домохозяйств в 117 жилых домах, в 1926 году — 155 домохозяйств в 106 жилых домах.
К этому году город вошёл в состав околии Свети-Врач.
В 1934 году в городе Софийской области было 126 домохозяйств в 110 жилых зданиях. Затем околия вошла в состав области Горна Джумая.
С 1949 года Санданская околия вошла в состав Горноджумайского округа (с 1950 года — Благоевградского). В 1959 году околии были ликвидированы. В 1978—83 годах город входил в общину Сандански. С 1987 года — в Софийской области. В том же году вновь вошел в общину Сандански. С 1999 года — в Благоевградской области.

## Население
| 1920 | 1926 | 1934 | 1946 | 1956 | 1965 | 1975 | 1985 | 1992 | 2001 | 2011 | 2016 |
| ---- | ---- | ---- | ---- | ---- | ---- | ---- | ---- | ---- | ---- | ---- | ---- |
| 721  | 722  | 552  | 472  | 522  | 551  | 417  | 330  | 287  | 243  | 217  | 199  |

## Достопримечательности
Город является уникальным историко-культурным заповедником, в котором поддерживаются традиционные ремесла. Над городом господствуют руины крепости.
В 7 км находится знаменитый Роженский монастырь.
Мелнику посвящён рассказ советского писателя Юрия Трифонова «Самый маленький город» (1967).

## Политическая ситуация
В местном кметстве Мелник, в состав которого входит Мелник, должность кмета (старосты) исполняет Христо Николов Ташев (ВМРО — Болгарское национальное движение) по результатам выборов правления кметства.
Кмет (мэр) общины Сандански — Андон Михайлов Тотев (независимый) по результатам выборов в правление общины.

## Фото

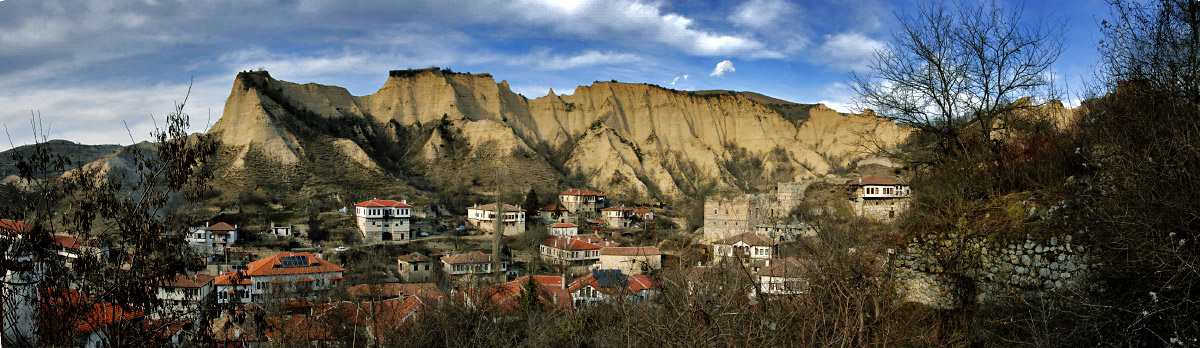
Пирамиды Мелника

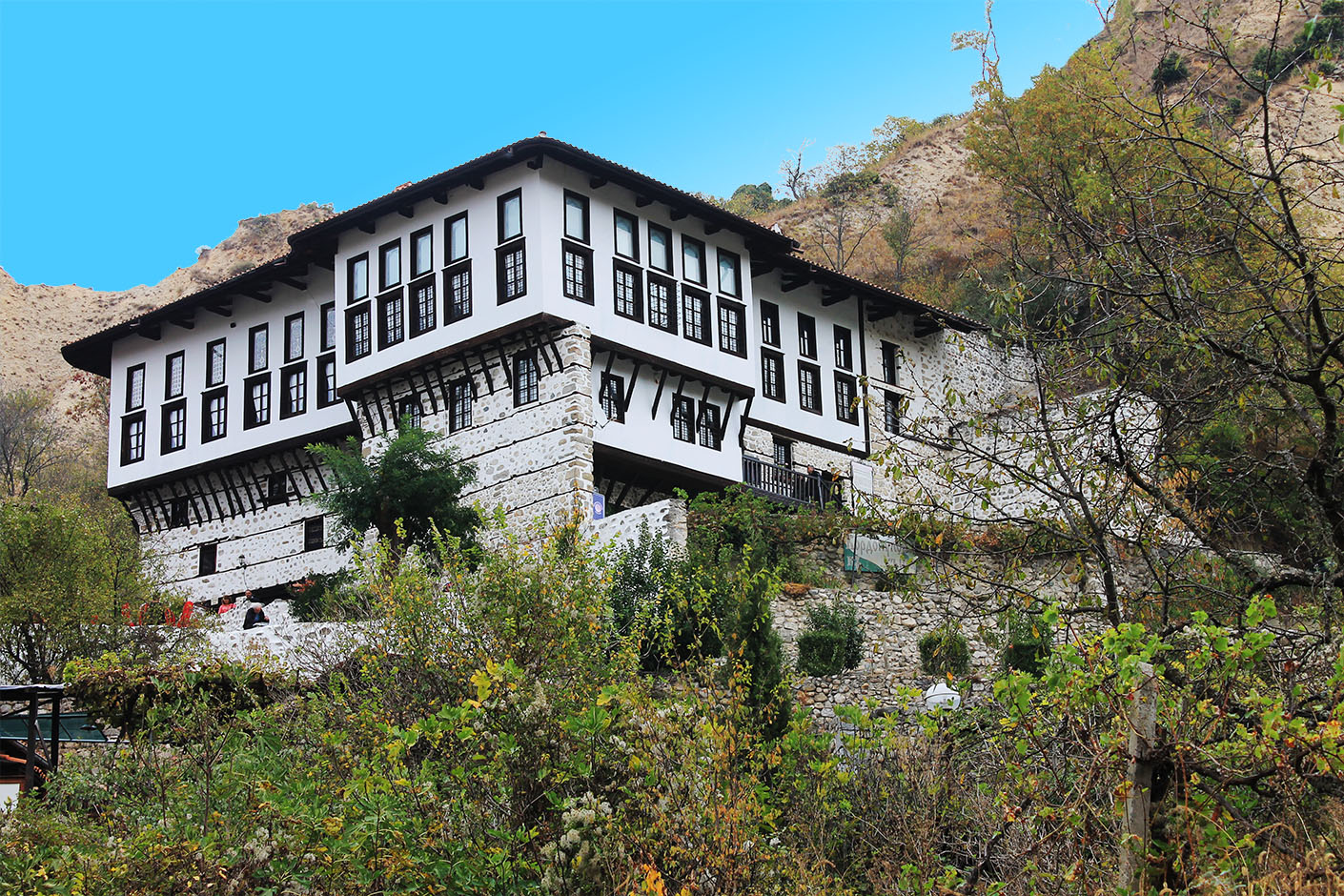
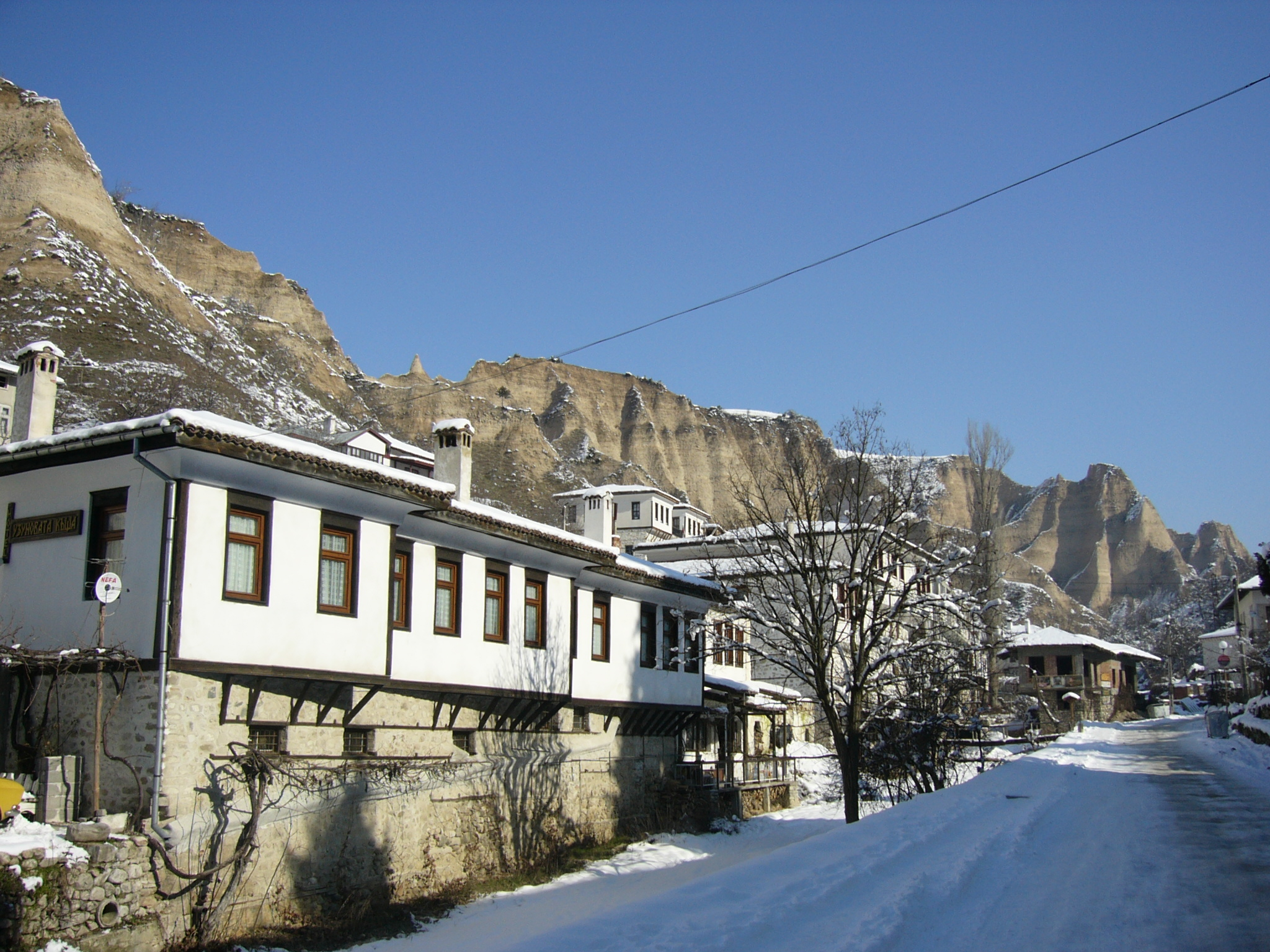
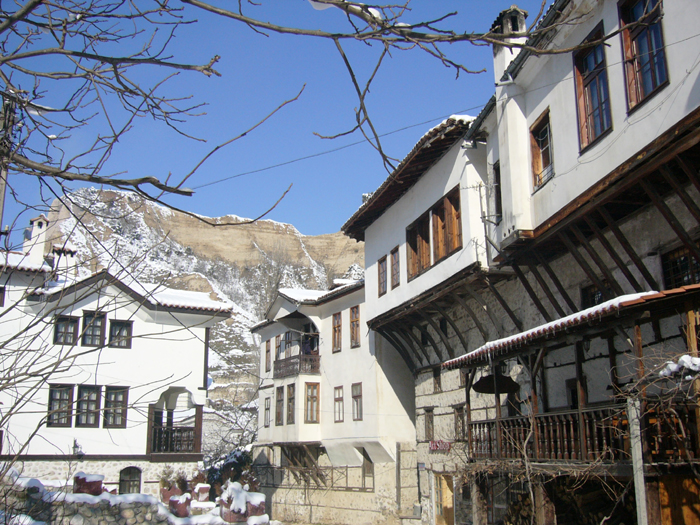
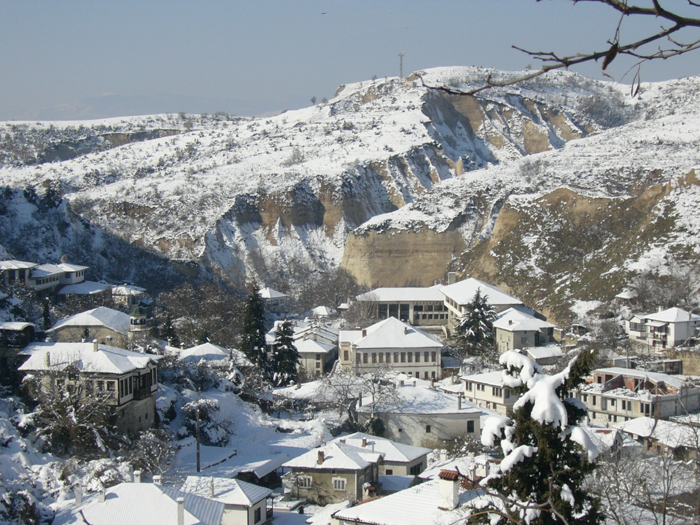